# أولمبيك ليون لكرة القدم للسيدات

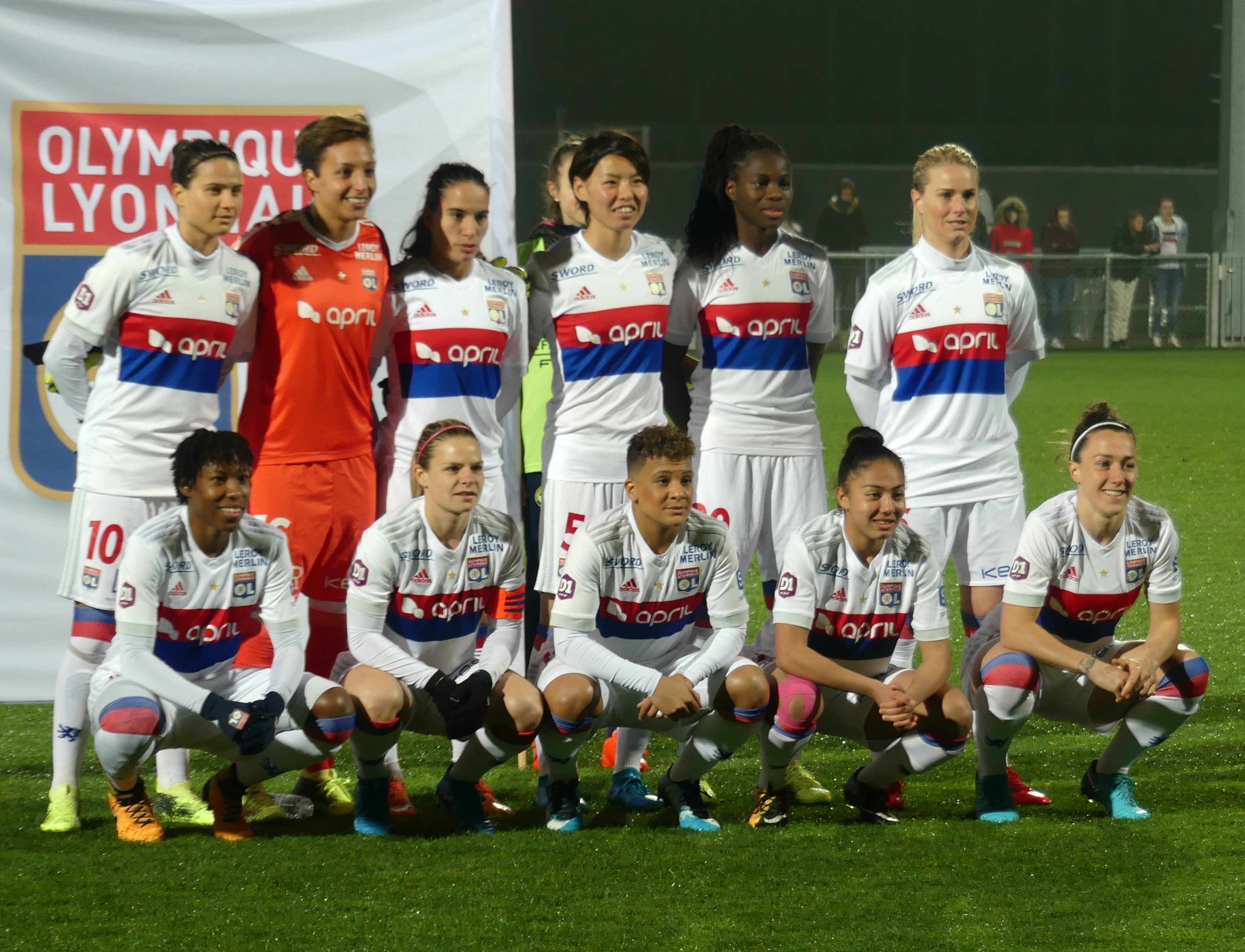
صورة للاعبات الفريق عام 2018

أولمبيك ليون للسيدات (بالفرنسية: Olympique Lyonnais Féminin)‏ هو فريق كرة قدم نسائي يتبع نادي أولمبيك ليون الفرنسي. وقد تأسس الفريق في عام 1970 تحت اسم  نادي ليون للسيدات (بالفرنسية: FC Lyon Féminin)‏ ثم تغير اسمه ليصبح مثلما هو عليه الآن في 2004. ويعد الفريق أفضل فريق كرة قدم نسائية بتاريخ فرنسا حيث استطاع الفوز بلقب الدوري الفرنسي لكرة القدم أربعة عشر مرة. وهو حالياً حامل اللقب بعدما فاز باللقب العاشر له على التوالي. يلعب الفريق مبارياته على ملعب مركز تدريب أولمبيك ليون غروباما في ملعب جيرلان، والذي يتسع لحضور 1,524 متفرج. رئيس النادي هو جان-ميشال اولاس وكابتن الفريق هي ويندي رينار. وفقاً معاملات الاتحاد الأوروبي لكرة القدم، يتربع نادي ليون الترتيب مما يجعله أفضل نادي أوروبي نسوي في الوقت الراهن.
بشكل عام استطاع الفريق الفوز بالعديد من البطولات المحلية والأوربية. محلياً في فرنسا، استطاع الفريق الفوز بلقب الدوري الفرنسي 17 مرة، ولقب كأس فرنسا 10 مرات، وبلقب كأس الأبطال الفرنسي 3 مرات. أما على الصعيد الأوروبي فقد حقق الفريق لقب دوري أبطال أوروبا للسيدات 8 مرات، وكان أخرها في موسم 2021–22، كذلك حقق الفريق لقب كأس العالم للأندية كرة القدم مرة واحدة في عام 2012.
ويعد نادي ليون للسيدات من أفضل أندية كرة قدم للسيدات، ويعد الفترة من 2010 إلى 2013 من أفضل الفترات التي مرت عليه، وقد وصفت تلك الفترة بالعصر الذهبي، حيث حقق الدوري الفرنسي 4 مرات، وكاس فرنسا 4 مرات، ودوري أبطال أوروبا للسيدات مرتان مواسم 2010–11 و2011–12، وكذلك الوصافة مرتان في مواسم 2009–10 و2012–13، وكاس العالم للاندية مرة واحدة 2012.

## التاريخ
أولمبيك ليون، نادي كرة قدم فرنسي ينتمي لمدينة ليون الواقعة شرق فرنسا.تأسس نادي ليون لأول مرة عام 1899، لكنه أصبح نادياً بشكل رسمي في عام 1950.رغم تأسيس ليون المتأخر بشكل رسمي، فإنه استطاع بعد موسم واحد فقط الصعود إلى الدرجة الأولى من الدوري الفرنسي.وانتظر ليون كي يفوز بأول بطولة دوري فرنسي في تاريخه حتى عام 2002، لكنه ما إن فعل ذلك حتى حافظ على اللقب 7 مواسم متتالية كرقم قياسي لا مثيل له في تاريخ الكرة الفرنسية.حقق ليون أيضاً لقب كأس فرنسا 5 مرات كانت أولها عام 1964 على حساب بوردو فائزاً عليهم 2-0، وكأس الرابطة الفرنسية لمرة واحدة، كما أنه حقق إنجازاً كبيراً في دوري أبطال أوروبا بوصوله إلى نصف نهائي نسخة 2009-2010، علماً أنه خرج في النسخ الثلاث السابقة من دور الثمانية.يلعب أولمبيك ليون في ملعب جيرلان الذي يتسع لـ 40500 متفرجاً، ومن المتوقع أن ينتقل في موسم 2015-2016 إلى ملعب جديد.يعد ليون أحد أكثر الأندية شعبية في فرنسا، حيث يشجعه 11% من سكان فرنسا، وهو رقم يشتركون به مع باريس سان جيرمان وخلف مرسيليا الذي يعد الأكثر شعبية في فرنسا.لقب ليون هو «الأولاد»، ويملك النادي روابط تشجيعية ذات قوة وحضور دائم أشهرها رابطة «الشباب السيئون التي تأسست عام 1987».ولن ينسى جمهور ليون مهما حاول تاريخ عام 1987 ليس بسبب رابطة المشجعين، بل لأن ليون تم شراؤه من قبل جان ميشيل أولاس، وهو رجل أعمال حول ليون من فريق عادي إلى فريق دائم في الدرجة الأولى من الدوري الفرنسي، ثم حوله لبطل فرنسي وحاضر دائم في البطولات الأوروبية.أولمبيك ليون كان دائم ارتداء الأحمر والأزرق والأبيض، وإن بات الأخير في العصر الحديث المسيطر على ألوانه علماً أنه في عام 1976 ارتدى بشكل مفاجئ قميص أحمر كامل كمحاولة لتقليد نادي ليفربول ولكنه عام 1990 عاد إلى اللون الأبيض.ويعد اللاعب سيرج كييزا الإيطالي الأصل المغربي المولد الفرنسي الجنسية أحد أبرز اللاعبين في تاريخ أولمبيك ليون من حيث لعبه 541 كأكثر لاعب في تاريخ النادي الفرنسي.أكبر انتصار حققه ليون في تاريخه كان على فريق أجاكسيو بنتيجة 10-0 في موسم 1953-1954 خلال بطولة الكأس، وأما أكبر فوز في بطولة الدوري حققه أولمبيك ليون فكان 8-0 على حساب  فريق أنجيرز المغمور عام 1967، لكن الفوز الأبرز هو 8-0 على أولمبيك مرسيليا في موسم 1997-1998.نادي أولمبيك ليون ألغى من قمصان فريقه رقمين بسبب وفاة لاعبيه لكنه أعادهما عام 2011، الأول هو رقم 16 بسبب وفاة الحارس لوك بوريلي الذي توفي إثر حادث سير عام 1999، أما الثاني فهو الكاميروني مارك فيفيان فويه الذي توفي أثناء بطولة كأس القارات 2003 وهو يمثل منتخب الكاميرون.

## الإنجازات
الرسمية
- الدوري الفرنسي (14 مرة): 2006–07, 2007–08, 2008–09, 2009–10, 2010–11, 2011–12, 2012–13, 2013–14, 2014–15, 2015–16, 2016–17, 2017–18, 2018–19, 2019–20
- كأس فرنسا (8 مرات): 2008, 2012, 2013, 2014, 2015, 2016, 2017, 2019
- كأس الأبطال الفرنسي (مرة): 2019
- دوري أبطال أوروبا للسيدات
  - البطل (6 مرات): 2010–11، 2011–12، 2015–16، 2016–17، 2017–18، 2018–19
  - الوصيف (مرتين): 2009–10، 2012–13

الودية
- كاس العالم لاندية كرة قدم السيدات  (مرة): 2012
- كأس فاليه (مرة): 2014
- كأس الأبطال الدولية (مرة): 2019